# جووانی کاسلی
 جیووانی کاسلی (انگلیسی: Giovanni Caselli؛ زاده ۲۵ آوریل ۱۸۱۵ درگذشته ۸ اکتبر ۱۸۹۱) یک فیزیک‌دان اهل ایتالیا بود. 

## نگارخانه

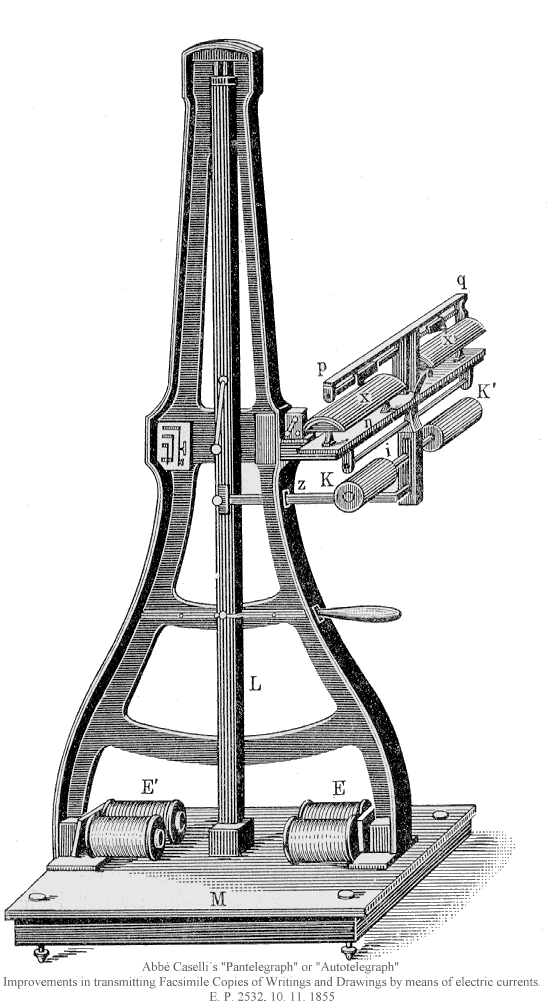
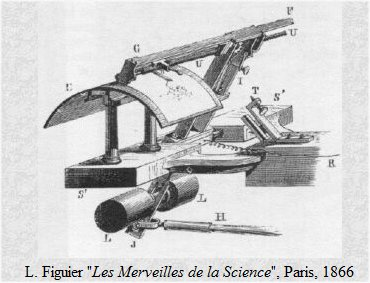
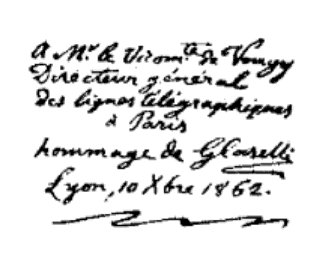
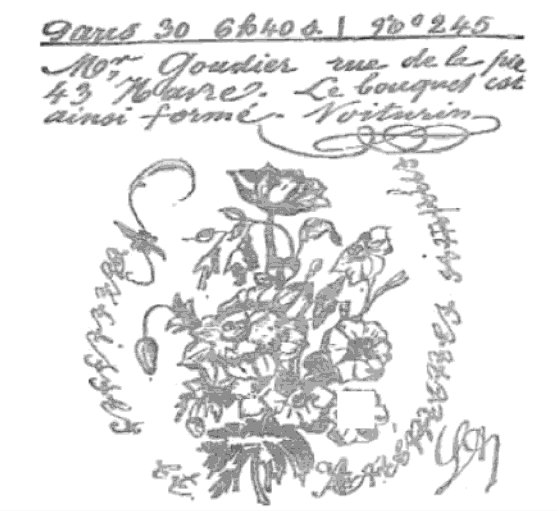